# Haematopus longirostris
Haematopus longirostris là một loài chim trong họ Haematopodidae.
Đây là một loài chim lội nước bản địa từ Úc và thường được tìm thấy trên của nó bờ biển. Tương tự chim bắt sò Đảo Nam ( H. finschi) hiện diện ở New Zealand.
Nó có mỏ dài 5–8 cm đặc trưng với đỏ da cam, chân màu hồng thanh mảnh và bộ lông màu đen và trắng. Với đôi cánh mở rộng, có thể thấy một sọc cánh trắng. 

## Hình ảnh

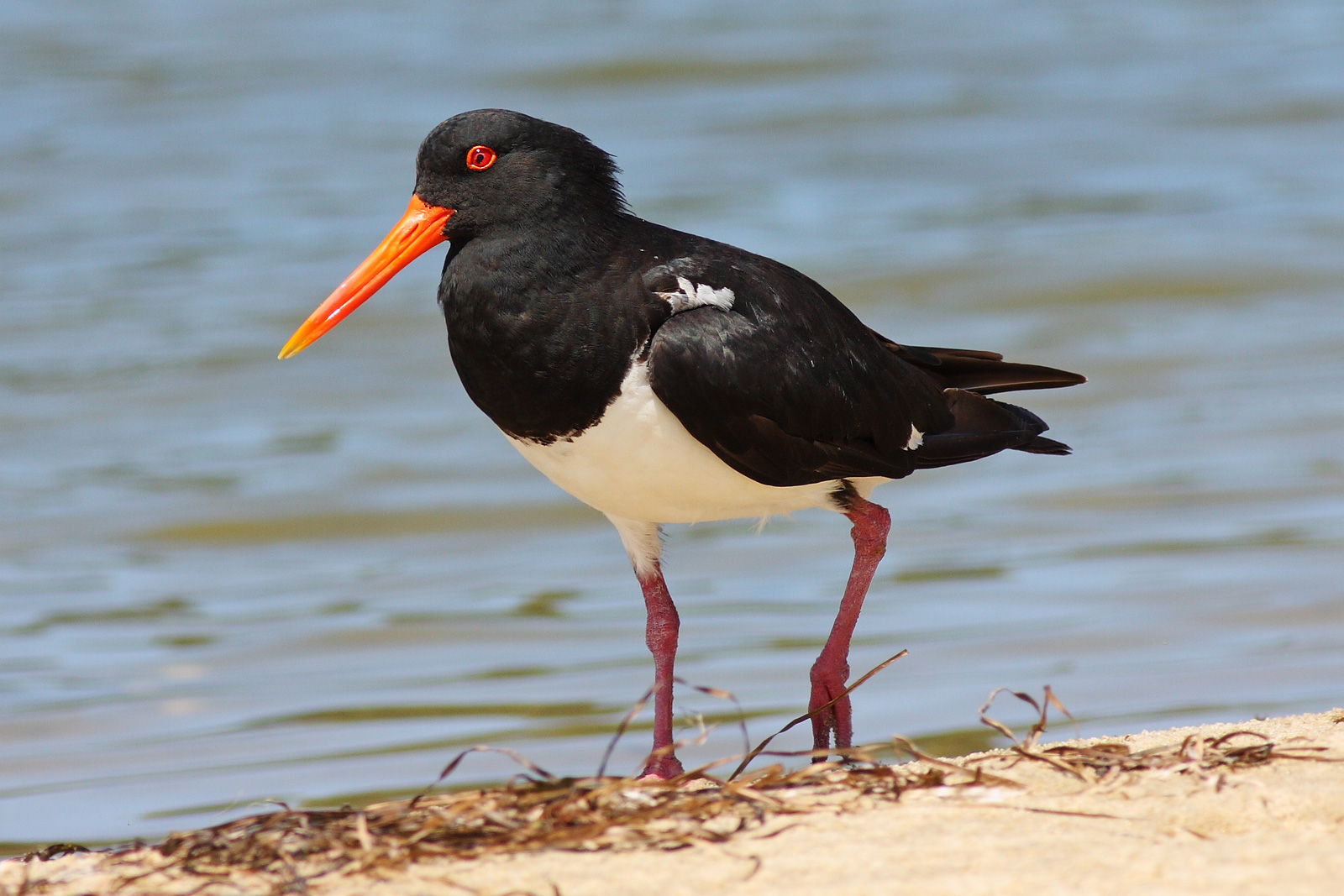
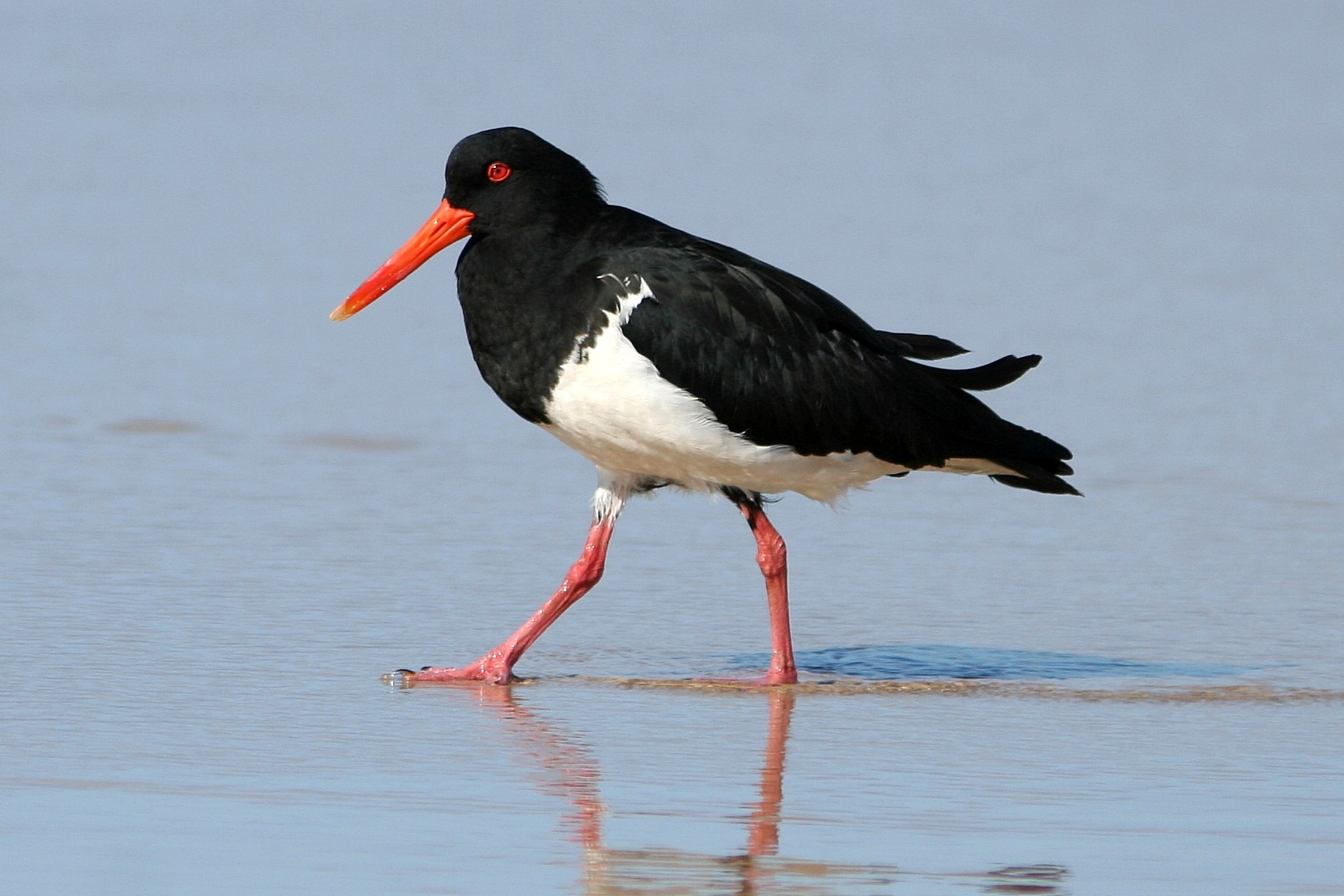
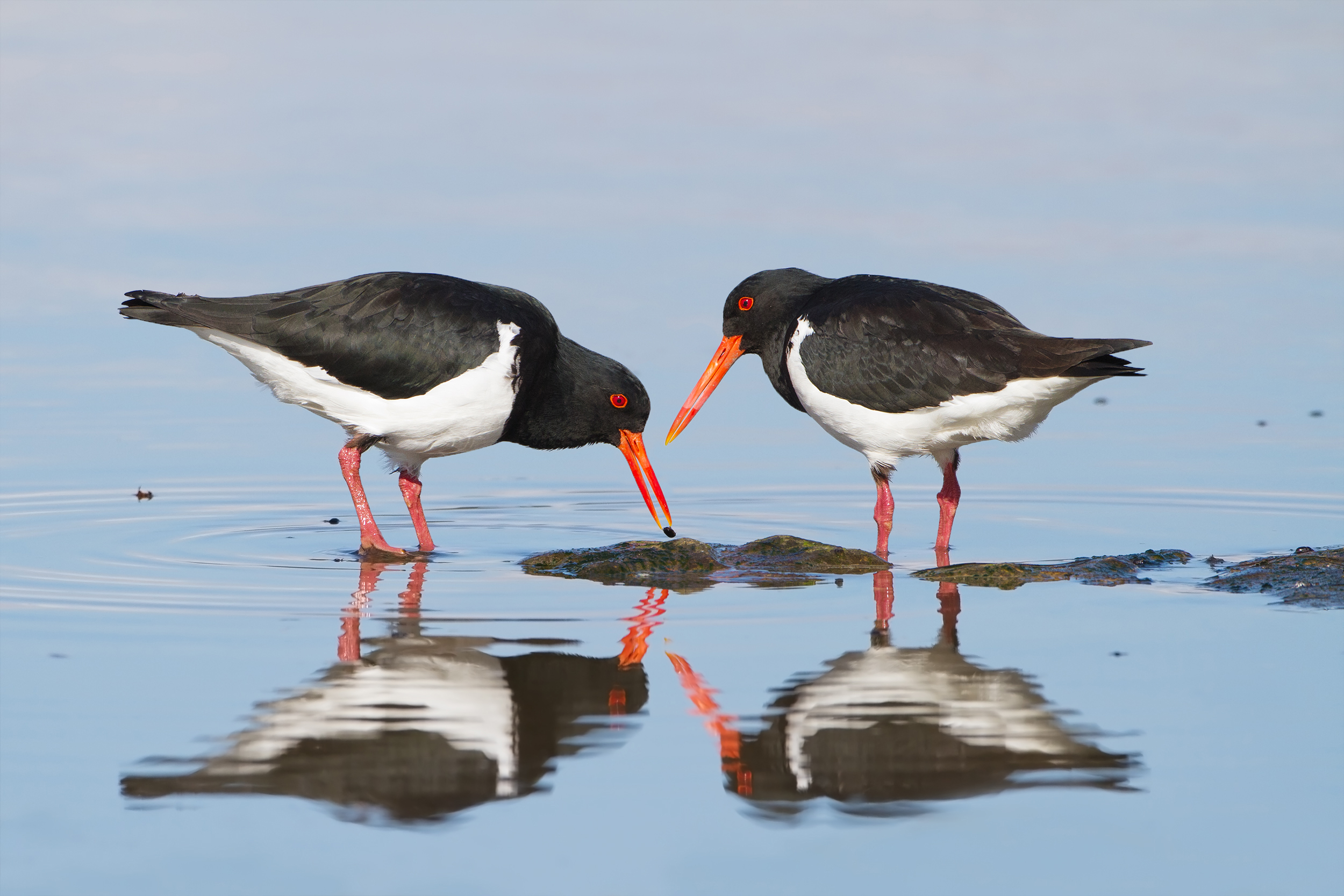
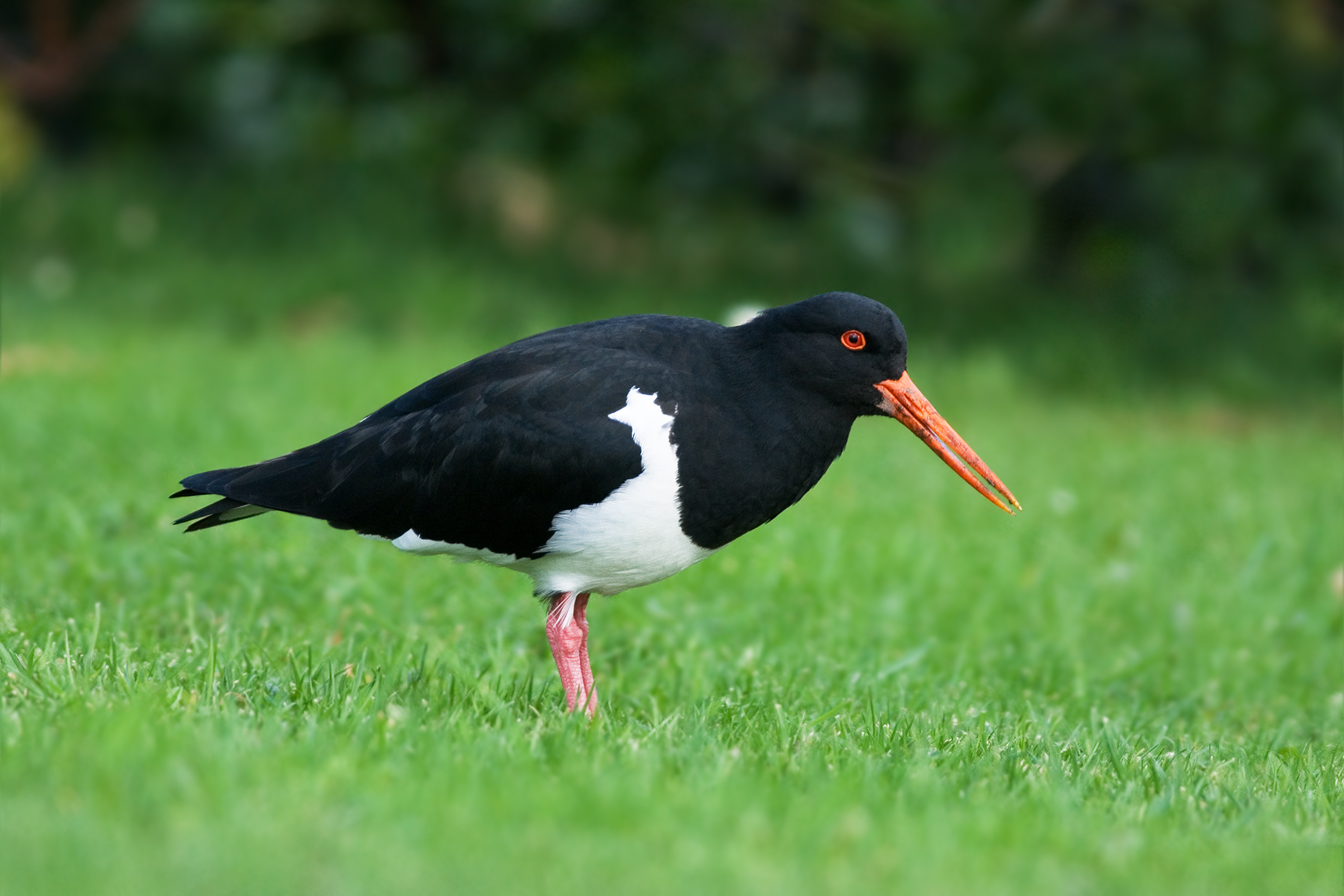
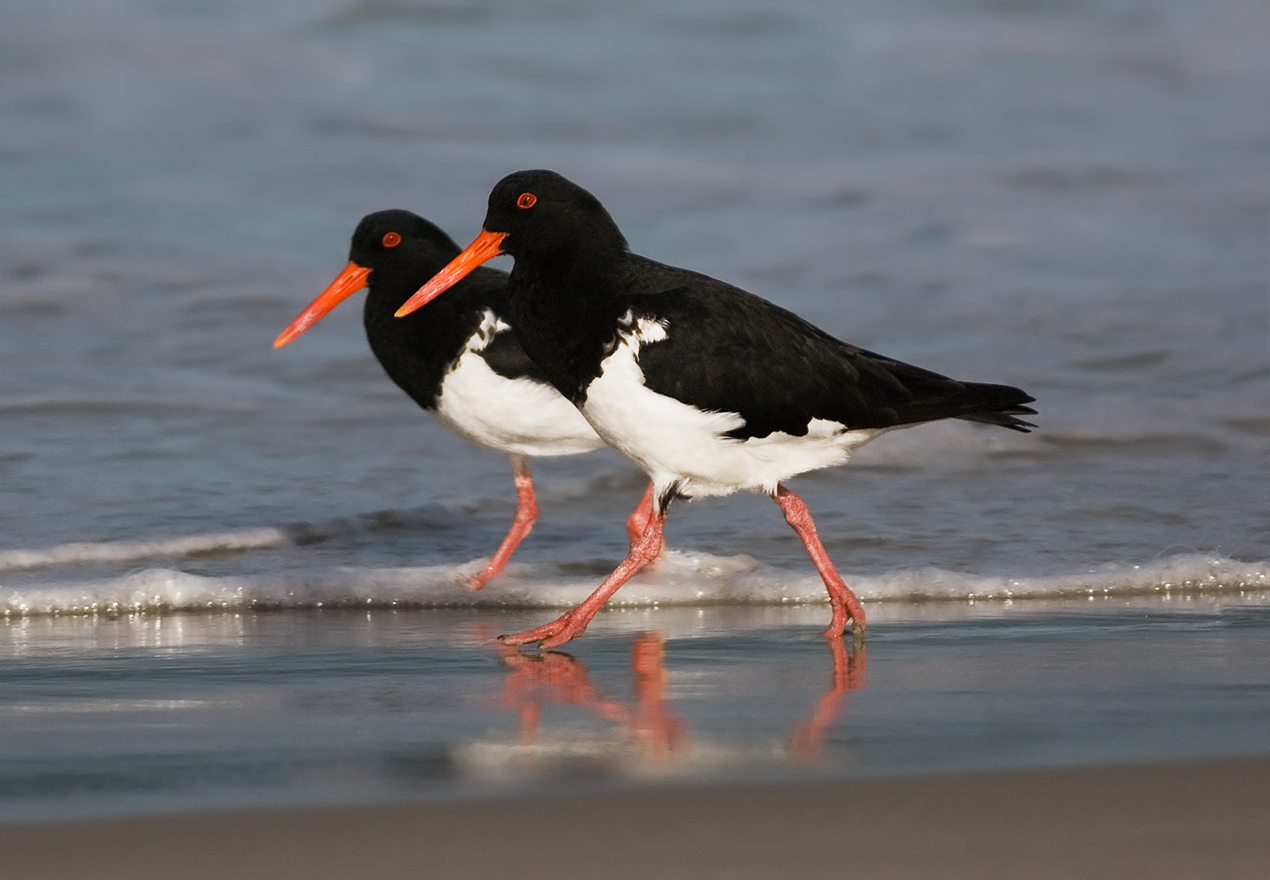